# Farní sbor Českobratrské církve evangelické v Moravči
Farní sbor Českobratrské církve evangelické v Moravči je sborem Českobratrské církve evangelické v Moravči. Sbor spadá pod Horácký seniorát.
Farářem sboru je Daniel Matějka ml. a kurátorem Daniel Trefil.

## Faráři sboru
- Jan Szalatnay st. (1783–1827)
- Jan Szalatnay ml. (1827–1874)
- Josef Toul (1874–1909)
- František Eliáš (1909–1947)
- Bohuslav Holý (1948–1952 a 1970–1981)
- Pravdomil Brchaň (1953–1970)
- Ester Čašková (1984–2007)
- Daniel Matějka ml. (od 2008)